# Germán Rivarola
Germán Ezequiel Rivarola (Santa Eufemia, 18 aprile 1979) è un allenatore di calcio ed ex calciatore argentino, di ruolo difensore o centrocampista, tecnico del Rosario Central II.

## Palmarès

### Club

#### Competizioni nazionali
- Primera B Nacional: 1

Rosario Central: 2012-2013

### Nazionale
- Campionato sudamericano di calcio Under-20: 1

1999